# Ernyes László
Ernyes László, családi nevén Ehrenfeld (Arad, 1912. április 21. – Temesvár, 1975. augusztus 30.) magyar újságíró, költő, műfordító.

## Életútja
Középiskolai tanulmányait szülővárosában a katolikus főgimnáziumban végezte, Temesváron lett banktisztviselő, majd az Electromotor gyár technikusa. Különböző lapoknál dolgozott mint riporter és sportszerkesztő. Szerkesztette az Apărarea Patriotică contra teroarei fasciste c. kiadványt (Temesvár, 1945). Anavi Ádámmal röplapot adott ki az 1946-os választásokra. Ének a munkatáborból c. verseskötete évjelzés nélkül jelent meg. Fordította Frank Wedekind, Rainer Maria Rilke, Mihai Eminescu és kortárs román költők verseit.